# Strohlehenalm
Die Strohlehenalm (früher Patzberg-Heimalm) ist eine Alm und ein ehemaliges Alpengasthaus in der Gemeinde Dorfgastein im österreichischen Bundesland Salzburg.

## Lage und Charakteristik
Die Strohlehenalm befindet sich oberhalb der Rotte Patzberg an den nordöstlichen Ausläufern des Tagkopfs in der Goldberggruppe. Sie gehört zur Ortschaft Dorfgastein und zur gleichnamigen Katastralgemeinde Dorfgastein. Das Hauptgebäude steht auf einer Höhe von 1104 m ü. A. Es ist vom Boden des Gasteinertals aus über einen Güterweg zu erreichen. Hier verläuft auch eine Mountainbikestrecke. Nordwestlich der Alm fließt der Zechergrabenbach, ein linksseitiger Nebenbach der Gasteiner Ache. Das Areal ist Teil des Gemeinschaftsjagdgebiets Dorfgastein West.

## Geschichte
Im von 1823 bis 1830 erstellten Franziszeischen Kataster ist im Bereich der Alm ein unbenanntes Gebäude verzeichnet.
Die Bewirtschaftung der Strohlehenalm als Gastronomiebetrieb wurde im 21. Jahrhundert aufgegeben.